# Olyra (dier)
Olyra is een geslacht van straalvinnige vissen uit de familie van de stekelmeervallen (Olyridae).

## Soorten
- Olyra burmanica Day, 1872
- Olyra collettii (Steindachner, 1881)
- Olyra horae (Prashad & Mukerji, 1929)
- Olyra kempi Chaudhuri, 1912
- Olyra longicaudata McClelland, 1842